# Barão de Pitangui
Barão de Pitangui é um título nobiliárquico brasileiro criado por D. Pedro II do Brasil, por decreto de 11 de outubro de 1848, a favor de Francisco Maria Gordilho Veloso de Barbuda.
Titulares
1. Marcelino José Ferreira Armond (1783–1850);
2. Honório Augusto José Ferreira Armond (1819–1874) — filho do anterior.